# Airto Moreira

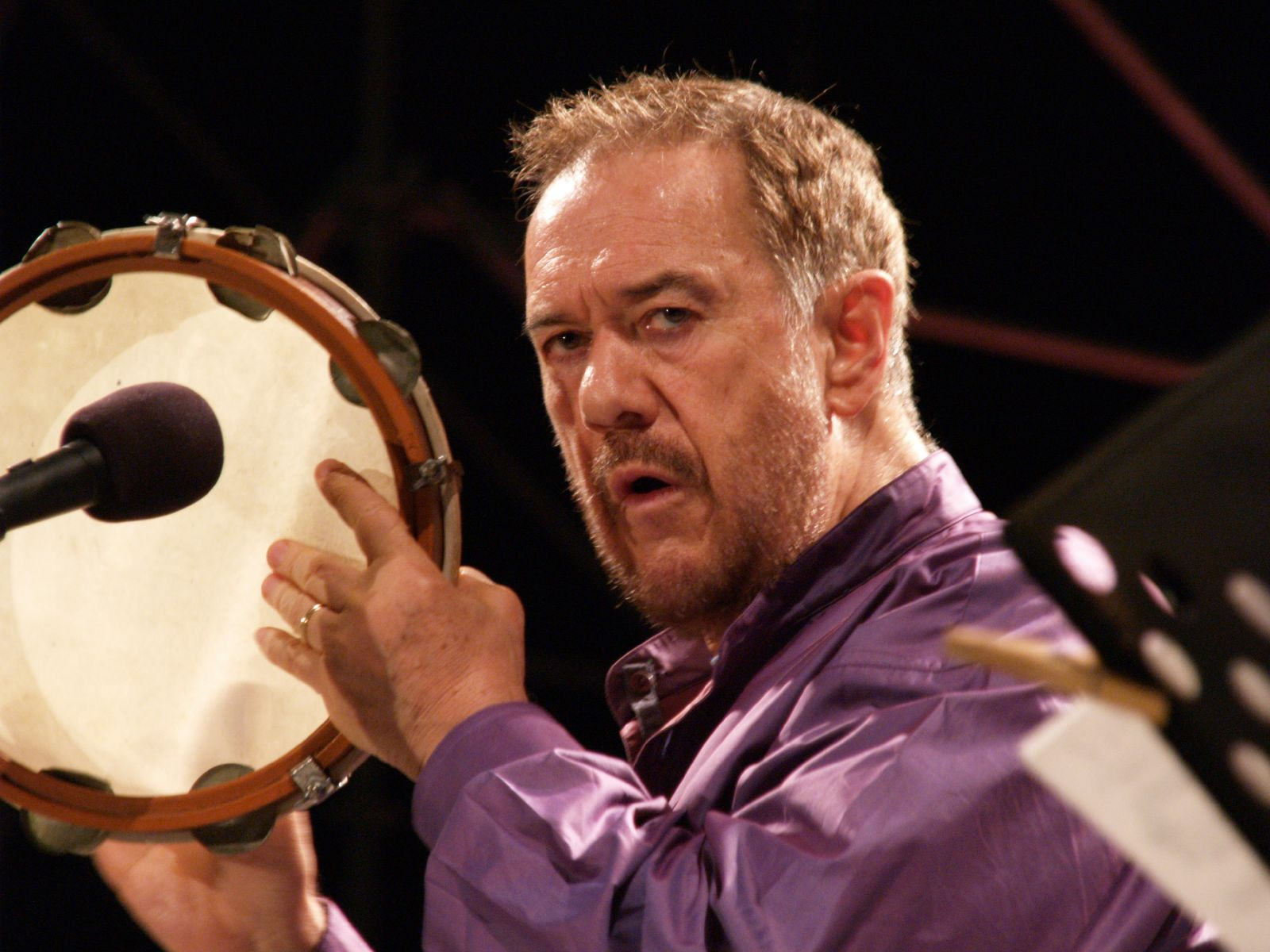
Airto Moreira, 2007

Airto Guimorvan Moreira (* 5. August 1941 in Itaiópolis, Brasilien) ist ein brasilianischer Perkussionist, der weltweit als Jazzmusiker bekannt wurde. So ist es unter anderem sein Verdienst, dass im Jahre 1972 die renommierte Musik-Zeitschrift Down Beat die neue Rubrik Perkussion einführte. Sie setzte sich international als Bezeichnung für diesen damals stark von Moreira geprägten Einsatz kleinerer Schlaginstrumente durch.

## Leben und Wirken
Moreira wuchs in Curitiba auf. Er lernte zunächst Gitarre und Klavier; mit sechs Jahren trat er im Rundfunk auf, mit zwölf Jahren spielte er in kleinen Bands. Sechzehnjährig ging er nach São Paulo, wo er mit César Camargo Mariano und Humberto Clayber das Trio Sambalanço bildete, dann nach Rio de Janeiro. Im Jahr 1966 war er Mitglied des Trio Novo und begleitete unter anderen Geraldo Vandré. Als 1967 Hermeto Pascoal dazu kam, wurde daraus das Quarteto Novo. Er verließ 1968 aus politischen Gründen Brasilien, wo seit 1964 eine Militärdiktatur herrschte, und ging mit seiner Frau, der Sängerin Flora Purim, in die Vereinigten Staaten.
Moreira spielte in New York mit einigen Jazz-Musikern. Einer von ihnen, Joe Zawinul, machte ihn mit Miles Davis bekannt. Moreira wirkte daraufhin bei einigen Sessions zu dessen Album Bitches Brew mit und spielte 1970 und Anfang 1971 auch live in der Davis-Band, zu hören u. a. in dem Album Black Beauty: Miles Davis at Fillmore West. Anschließend gehörte er zu Weather Report und zu Chick Coreas Gruppe Return to Forever. Ferner wirkte er bei Musikaufnahmen von Gato Barbieri, Herbie Hancock, George Duke, John McLaughlin, Joni Mitchell (Don Juan’s Reckless Daughter, 1977), Carlos Santana, Mickey Hart und Billy Cobham mit. Zusammen mit seiner Frau Flora Purim bildet er seit dieser Zeit vor allem eigene Formationen, seit 1990 die Band „Fourth World“ mit José Neto und Gary Meek.

## Diskografie
- 1970:  Natural Feelings – Flora Purim, Hermeto Pascoal, Ron Carter und Sivuca
- 1971: Seeds on the Ground One Way – Flora Purim, Hermeto Pascoal, Carter, Sivuca, Dom Um Romão, Severino de Oliveira
- 1972: Fingers (CTI Records) – Flora Purim, David Amaro, Hugo Fattoruso, Jorge Fattoruso, Ringo Thielmann
- 1972: Free (CTI Records) –  featuring Purim, Chick Corea, Keith Jarrett, Stanley Clarke
- 1972: Return to Forever (ECM Records) – featuring Flora Purim, Chick Corea, Joe Farrell, Stanley Clarke
- 1973: Light as a Feather (Polydor Records) – featuring Flora Purim, Chick Corea, Stanley Clarke
- 1974: Virgin Land (CTI Records) – Flora Purim, Amaro, Stanley Clarke, Alex Blake, Eddie Daniels, Gabriel DeLorme, George Duke, George Marge, Jane Taylor, Kenny Ascher, Milcho Leviev
- 1975: Identity –  Flora Purim, Amaro, Egberto Gismonti, Herbie Hancock, John Heard, John Williams, Luis Johnson, Raúl de Souza, Roberto, Ted Lo, Wayne Shorter
- 1976: Promises of the Sun Arista –  Purim,  de Souza, Hugo Fattoruso, Milton Nascimento, Novelli, Toninho Horta
- 1977: I’m Fine, How Are You? Warner Music Japan – unter Mitwirkung von Fattoruso, de Souza, Rubén Rada
- 1979: Touching You… Touching Me Warner Music Japan – Purim, Fatturoso, Al Ciner, Alphonso Johnson, Bayette, George Duke, George Sopuch, Herb Alpert, Joe Farrell, Jose Bertrami, Laudir de Oliveira, Manolo Badrena, Marcos Valle, Michael Boddicker, Nivaldo Ornellas, Peter Bunetta, Richard Feldman, The Sweet Inspirations
- 1984: Misa Espiritual: Airto’s Brazilian Mass Harmonia Mundi –  Gil Evans, WDR Big Band, WDR Strings, Marcos Silva
- 1985: Three-Way Mirror unter Mitwirkung von Purim und Joe Farrell
- 1985: Flora Purim / Airto Moreira Humble People (Concord Records) mit David Sanborn, Joe Farrell, Jose Neto u. a.
- 1986: Latino: Aqui se puede Montuno – Purim, Alphonso Johnson, Cachete Maldonado, Donaldo Alias, Frank Colon, Geni da Silva, Giovanni Hidalgo, Jeff Elliot, Farrell, Jorge Dalto, Kei Akagi, Keith Jones, Larry Nass, Laudir de Oliveira, Neves, Rafael Jose, de Souza, Tite Curet Alonso, Tony Moreno.
- 1988: Samba de Flora  Montuno – Purim, Johnson, Angel Maldonado, Bruce Bigenho, David Tolegian, Dom Camardella, Alias, Colon, Hidalgo, Eliot, Jill Avery, Farrell, Dalto, Akagi, Jones, Nass, de Oliveira, Luiz Munoz, Michael Shapiro, José, Randy Tico, de Souza, Roland Bautista, Rolando Gingras, Moreno
- 1989: Struck by Lightning  Venture Records – Purim, Bob Harrison, Chick Corea, Gary Meek, Herbie Hancock, José Neto, Junior Homrich, Marcos Silva, Mark Egan, Mike Shapiro, Randy Tico, Stanley Clarke
- 1989:  Killer Bees  B&W –  Purim, Corea, Meek, Hancock, Hiram Bullock, Mark Egan, Clarke
- 1992: The Other Side of This Rykodisc – für Mickey Hart’s The World (TV-Serie)
- 1993: Revenge of the Killer Bees (remix of Killer Bees)  Electric Melt
- 1999: Homeless Melt 2000.
- 1999: Code: Brasil Target: Recife  Melt 2000.
- 2003: Life After That
- 2017: Aluê

## Lexigraphische Einträge
- Ian Carr, Digby Fairweather, Brian Priestley: Rough Guide Jazz. Der ultimative Führer zur Jazzmusik. 1700 Künstler und Bands von den Anfängen bis heute. Metzler, Stuttgart/Weimar 1999, ISBN 3-476-01584-X.
- Leonard Feather, Ira Gitler: The Biographical Encyclopedia of Jazz. Oxford University Press, New York 1999, ISBN 0-19-532000-X.
- Wolf Kampmann (Hrsg.), unter Mitarbeit von Ekkehard Jost: Reclams Jazzlexikon. Reclam, Stuttgart 2003, ISBN 3-15-010528-5.
- Giancarlo Mei: Spiriti Liberi. L’Avventura Brasiliana di Flora Purim & Airto Moreira Arcana Jazz Roma 2017, ISBN 978-88-6231-954-6.